# Bentworth
Bentworth – wieś w Anglii, w hrabstwie Hampshire, w dystrykcie East Hampshire. Leży 26 km na północny wschód od miasta Winchester i 76 km na południowy zachód od Londynu. W 2010 miejscowość liczyła 550 mieszkańców.